# LZ 120
Der Zeppelin LZ 120 „Bodensee“ (später Esperia) war ein Verkehrsluftschiff der DELAG aus dem Jahr 1919. LZ 120 war das erste Luftschiff, das nach dem Ersten Weltkrieg in Deutschland gebaut wurde. 1921 musste es trotz eines staatlichen Protestes als Reparationsleistung an Italien abgegeben werden, wo LZ 120 bis zur Außerdienststellung 1928 den Namen Esperia trug.

## Entstehung
Nachdem die DELAG zu Beginn des Ersten Weltkrieges ihre Aktivitäten einstellen und ihre verbliebenen Luftschiffe an das Militär abgeben musste, sollte die Passagierluftfahrt nach Ende des Krieges fortgesetzt werden. Zu diesem Zweck wurden der Zeppelin LZ 120 Bodensee und dessen Schwesterschiff LZ 121 Nordstern gebaut. Die beiden Luftschiffe waren für den Passagierverkehr im innerdeutschen und innereuropäischen Raum gedacht. Die Zeppeliner hofften auch, dass die neuen Passagierluftschiffe die Öffentlichkeit für größere Projekte begeistern würden.
Die Baunummer LZ 120 für ein 20.000-Kubikmeter-Schiff wurde auf einer Besprechung am 12. Februar 1919 festgelegt. Die Pläne für LZ 120 waren nach nur zwei Monaten fertiggestellt. Das Schiff wurde in Friedrichshafen gebaut. Dazu wurden zum Teil noch aus dem Krieg vorhandene Materialbestände der Kriegszeppeline genutzt.
Das Luftschiff startete bereits ein halbes Jahr später am 20. August 1919 unter Kapitän Bernhard Lau zu seiner Jungfernfahrt. Am nächsten Tag führte Lau eine weitere Testfahrt durch. Teil der Testfahrten war die Ermittlung der Höchstgeschwindigkeit. Man ermittelte 130 km/h für alle vier Motoren, 112 km/h für drei, 94 km/h für zwei und immer noch beachtliche 74 km/h für nur einen Heckmotor. Die beiden Probefahrten verliefen sehr zufriedenstellend. Danach war das Schiff bereit für den Passagierdienst.

## Das Schiff

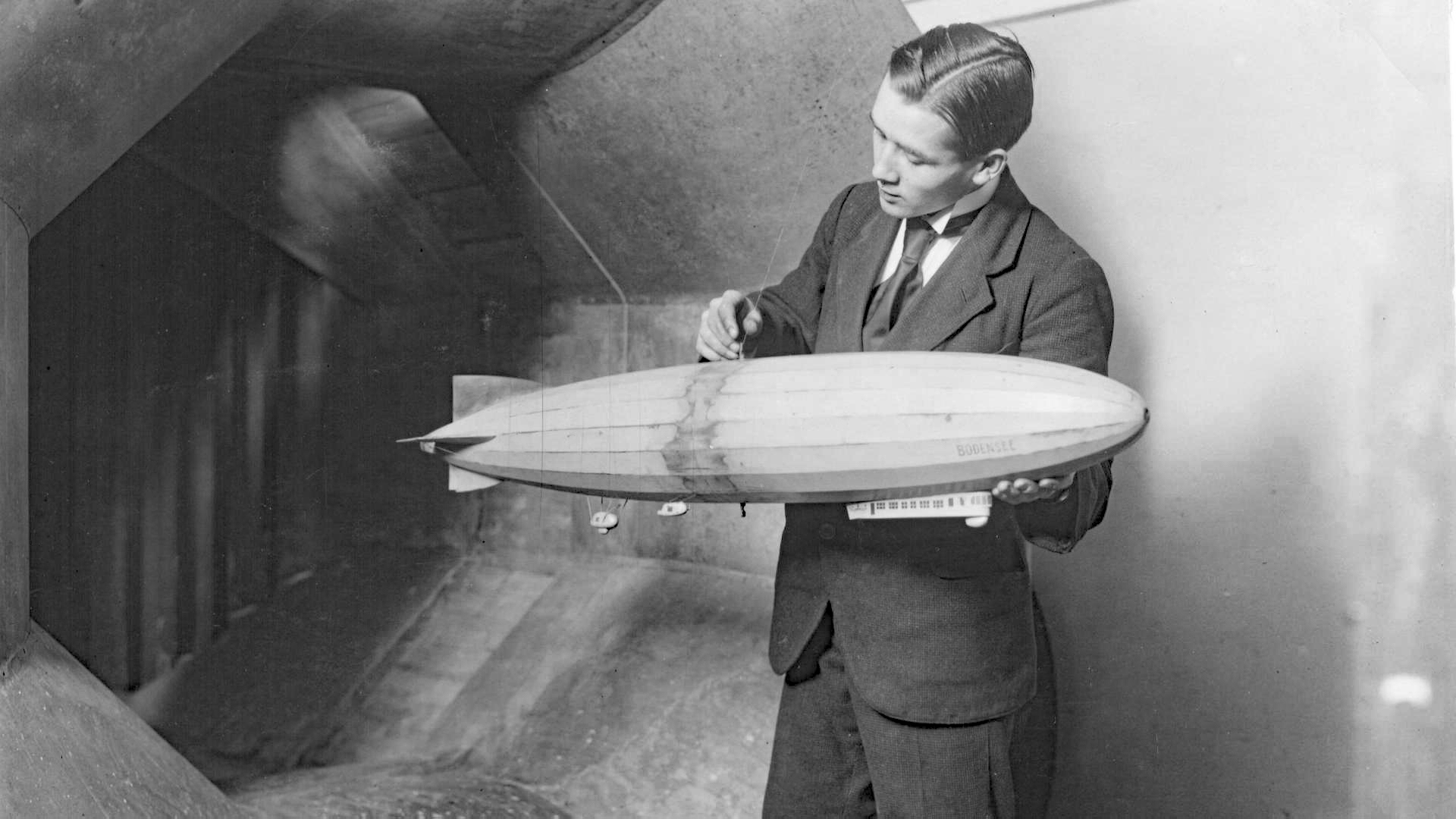
Modell des Zeppelin-Luftschiffs LZ 120 Bodensee im Windkanal 2 der Aerodynamischen Versuchsanstalt in Göttingen (1920)

LZ 120 war das erste vollständig stromlinienförmige Luftschiff von Zeppelin. Bei ihm wurden die aerodynamischen Erkenntnisse des Zeppelin-Ingenieurs Paul Jaray umgesetzt. So wurde bei LZ 120, wie bei den Schütte-Lanz Luftschiffen, kein zylindrisches Rumpfmittelteil mehr verwendet und seine Streckung (Verhältnis Länge/Durchmesser) betrug im Vergleich zu früheren Zeppelinen sehr geringe 6,5. Die Gondel war direkt an den Rumpf angebunden und nicht mehr darunter aufgehängt. Die Form von LZ 120 wurde von Jaray auch an einem 2,54 Meter langen Modell (Maßstab 1:50) im Windkanal überprüft.
Die bis zu 2,5 Meter breite Gondel ähnelte einem luxuriösen Eisenbahnwaggon. Vorn befand sich die Kommandobrücke, dahinter lagen die Passagierräume. Obwohl das Schiff eigentlich nur für 20 Passagiere entworfen war, fanden an Bord bis zu 30 Passagiere Platz, davon 20 auf festen, gepolsterten Sitzen und 10 weitere in Korbsesseln, die im Fahrgastabteil aufgestellt wurden. Auf der Kommandobrücke gab es einen weiteren Passagierplatz, für den jedoch der doppelte Fahrtpreis zu entrichten war. Es gab ein gesondertes Abteil für prominente Reisende, ein Buffet-Abteil mit Elektroherd und Kühlschrank sowie einen Steward, der sich um die Gäste kümmerte. Toiletten waren ebenfalls vorhanden. Sie waren aber sehr eng und je nach den Luftbewegungen war der Aufenthalt darauf nicht immer angenehm. Die übliche Besatzung bestand aus zwölf Mann. Der Strom für die Beleuchtung, die Küche und die Funkstation, die erstmals auch Sprechfunk an Bord von Zeppelinen erlaubte, wurde von zwei Windgeneratoren erzeugt. Die 80 Meter lange Antenne wurde erst in ausreichender Höhe ausgebracht und hing dann unter dem Schiff.

## Betrieb

### Linienverkehr
Ab dem 24. August 1919 fuhr der LZ 120 Bodensee im Linienverkehr zwischen Friedrichshafen und Berlin-Staaken, teilweise mit Zwischenlandung in München auf dem Oberwiesenfeld, dem heutigen Olympiapark. Die DELAG arbeitete bei der Vermarktung und Abwicklung der Fahrten mit der Hamburg-Amerika-Linie (HAL, bzw. HAPAG) unter der Bezeichnung DELAG-HAPAG-Luftschifflinie zusammen. Die erste Fahrt wurde unter dem Kommando von Hugo Eckener durchgeführt. Der Zeppelin benötigte für die 600 Kilometer etwa sechs Stunden, die schnellste Fahrt dauerte vier Stunden. Mit der Eisenbahn benötigte man damals noch rund 24 Stunden, was jedoch weniger an der Technik als an den chaotischen Nachkriegsverhältnissen in Deutschland lag.
Bis zum 5. Dezember 1919 wurden 103 Passagierfahrten absolviert. Insgesamt war das Luftschiff dabei 532 Stunden in der Luft und bewährte sich auch bei schlechtem Wetter. Es war praktisch immer ausgebucht und beförderte insgesamt 4050 Personen, davon 2379 Passagiere, von denen 126 als geladene Gäste keinen Fahrpreis zu entrichten brauchten. LZ 120 legte auf diesen Fahrten eine Gesamtstrecke von 51.258 Kilometer zurück. Es wurden 4500 Kilogramm Post und 30.000 Kilogramm Fracht (inkl. Gepäck) befördert. 38 Mal stieg der Zeppelin in Friedrichshafen auf, um nach Berlin und zurückzufahren, 15 Mal landete er dabei auch in München. Nur eine Fahrt musste nach dem Start in Berlin am 24. November wegen zu starkem Gegenwind abgebrochen werden. Sieben Mal führte LZ 120 in Berlin Rundfahrten durch, einmal fuhr er von Berlin nach Stockholm und zurück. Eine ungeplante Fahrt endete mit einer Notlandung in einem Wald in Sachsen-Anhalt (siehe unten).
Nach dem Ende des Fahrgastbetriebs am 5. Dezember 1919 führte LZ 120 am 9., 10. und 11. Dezember 1919 noch Testfahrten von Friedrichshafen aus durch, bei denen das Schiff und verschiedene Anlagen an Bord überprüft beziehungsweise weiterentwickelt werden sollten.

### Stockholmfahrt
Am 8. Oktober 1919 fuhr der Zeppelin Bodensee mit 20 Passagieren an Bord von Berlin nach Stockholm. Er sollte die Durchführbarkeit einer regelmäßigen Verbindung nach Stockholm erkunden. Die Fahrt Berlin-Stockholm-Berlin war ein einmaliges Ereignis, das von der im gleichen Jahr gegründeten schwedischen Gesellschaft Svenska Lufttrafikaktiebolaget (SLA) angeregt worden war. Der nach LZ 120 neu gebaute Zeppelin LZ 121 Nordstern war für den Dienst auf der Route Friedrichshafen-Berlin-Stockholm vorgesehen. Auf dem Rückweg zeigte sich der mitfahrende schwedische Starrflügel-Enthusiast Axel Petersson (1868–1925) allerdings nicht besonders beeindruckt. Er wurde später mit dem Kommentar zitiert: „Zeppeline sind Flugzeuge für Behinderte und Frauen.“

### Notlandung bei Cröchern
Bis auf einen Zwischenfall verliefen alle Fahrten problemlos. Am 2. November 1919 wurde das Luftschiff bei der Landung in Berlin-Staaken während Schneetreibens durch mehrere Böen auf den Boden und wieder in die Luft geworfen. Die Steuergondel wurde beschädigt, die Heckluftschraube zerbrach und die beiden anderen Motoren gerieten außer Betrieb. In Panik sprangen sieben Personen – davon zwei Passagiere – aus der Gondel. Das leichter gewordene Schiff stieg auf und drohte gegen die Halle zu stoßen, in die es gebracht werden sollte. Der Steuermann Albert Sammt befahl den Haltemannschaften, die das Schiff bis dahin an Seilen auf dem Boden hielten, das Schiff freizugeben. Es stieg bis über die Schneewolken auf und trieb antriebslos am Himmel. Auch der Sender des Funkgeräts war ausgefallen. Der Mannschaft gelang es jedoch, einen Motor wieder zum Laufen zu bringen und das Schiff vor Erreichen der Prallhöhe abzufangen. Später stand auch der zweite Motor wieder zur Verfügung. Der Wind war jedoch zu stark, um nach Berlin-Staaken zurückzukehren. Er drückte LZ 120 mit dem Heck voran Richtung Westen. Da nur noch wenig Kraftstoff an Bord war, beschloss die Besatzung, ohne die Hilfe einer Bodenmannschaft zu landen. Kapitän Hans Flemming mit Albert Sammt am Höhensteuer und dem Zeppelin-Konstrukteur Ludwig Dürr am Seitensteuer setzte das Luftschiff bei Cröchern, nördlich von Wolmirstedt in der Nähe von Magdeburg, auf eine Kiefernschonung. Dort konnte es auch sofort verankert werden. Der Zwischenfall hatte ein Todesopfer gefordert: Ein Mitglied der Haltemannschaft in Berlin hatte das Schiff nicht rechtzeitig losgelassen und war aus 50 Meter Höhe abgestürzt. Dies erfuhr die Mannschaft von LZ 120 jedoch erst nach ihrer Notlandung. An Bord hatte es keine Verletzten gegeben. Die verbliebenen 29 Passagiere waren in die Besatzungsquartiere innerhalb der Hülle gebracht worden, da man befürchtete, dass die Gondel beim Aufsetzen beschädigt werden könnte. Sie wurden per Bus von Wolmirstedt nach Berlin gebracht, „wohlbehalten und bester Stimmung“, wie Zeitungen berichteten.
Zwei Tage später, nachdem der Schneefall aufgehört hatte und die seitlichen Motoren instand gesetzt waren, fuhr das Luftschiff nach Berlin zurück. Unter anderem waren zwei defekte Motoren ausgebaut worden, um das Schiff leichter zu machen, die beiden anderen wurden repariert. Weitere drei Tage später nahm es seinen normalen Dienst wieder auf.

### Übergabe an Italien
Pläne für eine kommerzielle Luftschifffahrt in Deutschland wurden durch die Folgen des Ersten Weltkriegs jedoch zerschlagen. Der Versailler Vertrag vom Juni 1919 legte umfangreiche Reparationsleistungen an die Alliierten fest, darunter die Herausgabe aller Luftschiffe. So wurde Ende 1919 der Passagierbetrieb vorerst verboten, LZ 120 Bodensee und LZ 121 Nordstern wurden beschlagnahmt.
Im Laufe des Jahres 1920 zeichnete sich ab, dass LZ 120 an Italien abgegeben werden musste, während LZ 121 an Frankreich ging. Sie sollten als Ersatz für die bei Kriegsende durch ihre Besatzungen zerstörten und damit den Siegermächten entgangenen Kriegszeppeline dienen. Der Namensvetter des Bodensee, LZ 90, der die deutsche Heeresbezeichnung LZ 120 trug, wurde bereits Weihnachten 1920 von Hauptmann Pochhammer nach Rom überführt. Dabei handelte es sich um ein Kriegsluftschiff aus dem Ersten Weltkrieg.
Im Winter 1920/21 wurde LZ 120 noch einmal um zehn Meter verlängert und eine zusätzliche Gaszelle eingefügt. Er hatte danach die gleichen Dimensionen wie LZ 121. Ferner wurde der vierte Motor wieder eingebaut; er war noch während des Betriebes 1919 ausgebaut worden, um die Nutzlast zu erhöhen. LZ 120 „Bodensee“ stieg am 27. Juni 1921, zwei Wochen nach der Ablieferung von LZ 121, zu einer letzten Fahrt innerhalb Deutschlands auf. Dabei waren insgesamt erstaunliche 54 Personen an Bord. Unter den 43 Passagieren, davon 10 Frauen, befanden sich auch viele verdiente Mitarbeiter von Zeppelin, denen die Ehre einer Abschiedsfahrt zuteilwurde. Die Fahrt dauerte vier Stunden und 17 Minuten. Es wurden verschiedene Manöver- und Funkversuche sowie weitere Tests mit einem Ballastschöpfer durchgeführt, wie es schon bei LZ 121 geschehen war.
Am 3. Juli 1921 wurde das Luftschiff von Hugo Eckener eigenhändig ohne Zwischenlandung in einer 12,5-stündigen Fahrt über 1329 Kilometer nach Italien gefahren und dort als deutsche Reparation abgeliefert. Die Route verlief über Zürich, Bern, Lausanne, die Rhône, Avignon, San Remo und Elba nach Ciampino. Außer der zwölfköpfigen deutschen Besatzung waren drei italienische Offiziere, ein Zivilist und ein blinder Passagier an Bord. Nachdem um 18:44 Uhr Rom überquert worden war, landete LZ 120 um 19:12 Uhr in Ciampino bei Rom, seiner zukünftigen Heimat.

### Betrieb alsEsperia

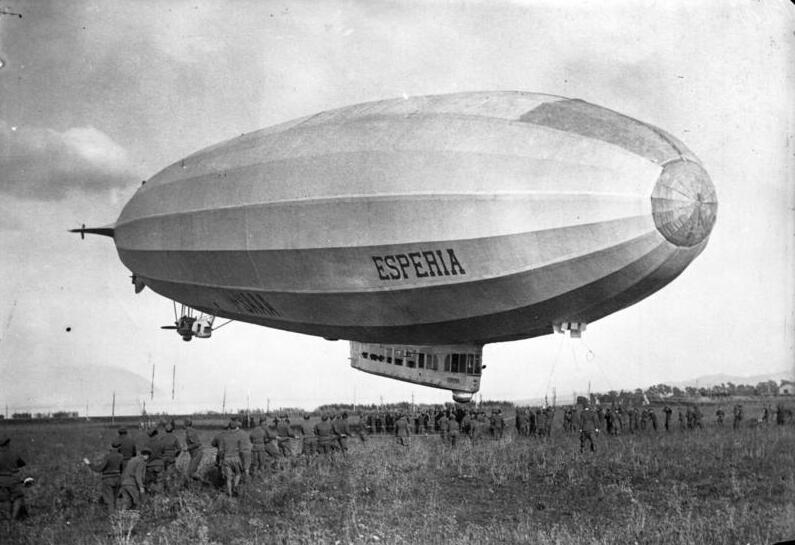
LZ 120 mit Esperia-Schriftzug

Die deutsche Besatzung der Überführung blieb noch mehrere Wochen in Italien, um die neuen italienischen Besitzer auszubilden. Der erste Aufstieg dort, am 9. August 1921, war auch gleichzeitig die Abnahmefahrt mit deutscher und italienischer Besatzung.
Am 2. September 1921 wurde der Zeppelin Bodensee in einer feierlichen Übergabezeremonie in Esperia umgetauft. Danach stieg er zu einer Demonstrationsfahrt auf. Mit Esperia (latein. Hesperia) bezeichneten die Griechen früher die westlichen Gebiete (heute Spanien bzw. Italien). Esperia wurde von lateinischen Dichtern in Italien gern verwendet, während Hesperia im spanischen Raum erhalten blieb.
LZ 120 war dem italienischen Heer unterstellt und diente neben der Ausbildung, Manövereinsätzen und Forschungsaufgaben vor allem der Repräsentation. Unter dem Namen Esperia führte LZ 120 insgesamt 142 Fahrten durch.
Im Jahr 1922 stellte man Leckagen an den Gaszellen fest. Das Schiff wurde daraufhin stillgelegt. Die Reparaturen verzögerten sich vor allem durch organisatorische Schwierigkeiten. Die Überholung mit Unterstützung deutscher Zeppelin-Fachleute begann nach der Entleerung des Schiffes etwa im Mai 1923 und dauerte bis zum 20. August 1923. Bei der Abnahmefahrt, die der Probefahrt am nächsten Tag (21. August) folgte, war auch Umberto Nobile an Bord. Major Valle, der das Schiff danach übernehmen sollte, wurde für den ersten Teil der Testfahrt in die Kabine gesperrt, damit er sich nicht in die Schiffsführung einmischen konnte. In den Berichten über diese Fahrt zeigte man sich sehr zufrieden mit dem Schiff. Nach dieser 26. Fahrt führte LZ 120 in den restlichen fünf Jahren seiner Dienstzeit noch weitere 116 Fahrten durch. Darunter waren auch mehrere Paraden, die ausschließlich der Repräsentation oder der Propaganda dienten, wie sie später auch die großen Zeppeline LZ 127, LZ 129 und LZ 130 durchführten.
Immer wieder wurden auch Luftbildaufnahmen von LZ 120 aus gemacht, so beispielsweise von den Ruinen von Ostia im November 1924, Neapel (Mai 1925), oder dem Vesuv-Krater im Februar 1928.
1925 führte die Esperia zwei Fernfahrten durch. Gemeinsam mit der italienischen N1, der späteren Norge, fuhr sie Ende Mai zu einem Freundschaftsbesuch nach Spanien. Die beiden Schiffe trafen sich an der Nordspitze Korsikas und fuhren dann nach Barcelona. Bei der Landung kam es zu einer Schrecksekunde, als die für die Haltemannschaft abgestellten Matrosen bei der Ankunft des spanischen Königs in Habachtstellung gingen und die Halteseile losließen. Nach drei Stunden Aufenthalt fuhren die beiden Schiffe weiter nach Cuers-Pierrefou bei Toulon in Frankreich, um der Opfer des Dixmude-Unglücks zu gedenken. Zu dieser Zeit war übrigens auch das Schwesterschiff LZ 121 Méditerranée (vorher Nordstern) dort stationiert. Am nächsten Tag kehrten die beiden Schiffe dann zu ihren Stützpunkten in Italien zurück. Am 3. August 1925 führte LZ 120 eine weitere Fernfahrt durch. Sie führte mit 21 „hochgeschätzten illustren“ Passagieren nach Tripolis und am selben Tag wieder zurück nach Ciampino.
Anfang 1927 wurde eine Reihe von Nachtfahrten durchgeführt. Im gleichen Jahr, Ende Juli 1927, nahm die Esperia an einem militärischen Manöver mit anschließender Luftparade zu Ehren Mussolinis teil, der die Flotte besichtigte. Es gibt Aufzeichnungen über einige weitere Paraden, so beispielsweise zu Ehren des spanischen Königspaares am 20. November 1923 über Centocelle, für den von einem Flug um die Welt zurückkehrenden Francesco de Pinedo, für den afghanischen König im Februar 1928 oder zur Beisetzung des italienischen Generals Diaz am 3. März 1928. Anlässlich des Besuchs des italienischen Königspaares in Spanien Mitte 1924 geleitete die „Esperia“ eine ganze Gruppe von italienischen Kriegsschiffen und fuhr ihnen bei ihrer Rückkehr mit dem kommandierenden General der Luftfahrt an Bord entgegen. Daneben sind auch immer wieder Rundfahrten mit verschiedenen Gästen an Bord dokumentiert.
Die letzte Fahrt fand am 28. Juli 1928 statt. Eigentlich hatte sie zur Erprobung eines Motors und der Überprüfung von instandgesetzten Gaszellen dienen sollen. Jedoch hatte das italienische Luftfahrtministerium bereits am 21. Juli schriftlich den Befehl zum Abbruch von LZ 120 erteilt. Hintergrund war wahrscheinlich nicht zuletzt das Unglück der Italia in der Arktis. Gleich nach der letzten Fahrt begann die Abwrackung. Durch Fotos ist belegt, dass die Gerippeteile von LZ 120 zu Rankgerüsten und Pergolen verarbeitet wurden.

## Technik
Das Gerippe war 17-eckig und bestand aus elf verspannten Hauptringen aus Duraluminium im Abstand von zehn Metern. Zwischen den Hauptringen war jeweils ein unverspannter Hilfsring angeordnet. 20 Meter vom Bug entfernt begann ein interner, zusätzlich versteifter Kiellaufgang, der bis zehn Meter vor das Heck reichte. Die Hülle bestand aus Baumwolle und war mit Zellonlack getränkt. Der Lack war mit Aluminiumpartikeln versetzt, um die Sonne zu reflektieren, und verlieh dem Schiff ein silbergraues Äußeres.
LZ 120 war mit seinen vier Maybach-Reihen-Sechszylinder-Motoren Mb IVa, die eine Leistung von je 176 kW (240 PS) besaßen, eigentlich übermotorisiert. Die Höchstgeschwindigkeit betrug 132,5 km/h. Damit war LZ 120 bis zum Bau des Airlander 10 das schnellste Passagierstarrluftschiff. Die Motoren waren für große Flughöhen ausgelegt und konnten unter 1800 Meter nur gedrosselt betrieben werden, um ihre Nennleistung von 190 kW nicht zu überschreiten. Die Triebwerke galten als robust, zuverlässig und langlebig. In der hinteren Motorgondel (vermutlich von den Zeppelin-Militärluftschiffen Typ U oder Typ V übernommen) waren zwei Motoren nebeneinander eingebaut und lieferten ihre Leistung über ein Sammelgetriebe mit einer Übersetzung von etwa 2:1 an eine zweiflügelige Holzluftschraube mit 5,2 Meter Durchmesser. In den seitlichen Motorgondeln befand sich je ein Motor mit Getriebe, das eine Drehrichtungsumkehr (Rückwärtsgang) erlaubte, und einer kleineren zweiflügeligen Holzluftschraube von 3,2 Meter Durchmesser.
- Länge: 120,8 m (später 130,8 m), in seiner Ursprungslänge das kürzeste je gebaute Starrluftschiff von Zeppelin
- Größter Durchmesser: 18,71 m
- Traggas: 20.000 m³ (später 22.550 m³) Wasserstoff in 12 (später 13) Gaszellen
- Reichweite: 1700 km
- Standardbesatzung: 12 Mann: Kommandant, „Steuermann“ beziehungsweise Wachhabender (entspr. 1. Offizier), 1 Höhensteuermann, 1 Seitensteuermann, 1 Funker, 1 Steward, 6 Maschinisten
- Leermasse: 13.646 kg (später 14.700 kg)
- Nutzlast: 9593 kg (später 11.500 kg)

## Andere Luftschiffe mit dem NamenBodensee
- 1988, am 150. Geburtstag von Ferdinand Graf von Zeppelin, wurde ein Heißluft-Luftschiff auf den Namen Bodensee II getauft. Es führte verschiedene Postflüge zu Luftschiff-Jubiläen durch.
- Mit dem Zeppelin NT SN 02 wurde am 10. August 2001 ein neues Luftschiff der Zeppelin-Werke auf den Namen D-LZZR Bodensee getauft. Er nahm fünf Tage später den Passagierflugbetrieb auf und wurde 2004 nach Japan verkauft.